# Санта-Виттория-ин-Матенано
Санта-Виттория-ин-Матенано (итал. Santa Vittoria in Matenano) —  коммуна в Италии, располагается в регионе Марке, в провинции Фермо.
Население составляет 1466 человек (2008 г.), плотность населения составляет 56 чел./км². Занимает площадь 26 км². Почтовый индекс — 63028. Телефонный код — 0734.
Покровительницей коммуны почитается святая Виктория, празднование 23 декабря.

## Демография
Динамика населения:

## Администрация коммуны
- Официальный сайт: https://web.archive.org/web/20090531232656/http://www.provincia.ap.it/Santa_Vittoria_in_Matenano/